# Pachetra
Pachetra là một chi bướm đêm thuộc họ Noctuidae.

## Các loài
- Pachetra sagittigera (Hufnagel, 1766)